# Acanthocalycium rhodotrichum
Acanthocalycium rhodotrichum ist eine Pflanzenart aus der Gattung Acanthocalycium in der Familie der Kakteengewächse (Cactaceae). Das Artepitheton rhodotricha leitet sich von den griechischen Worten rhodos für ‚rosenrot‘ sowie trichos für ‚Haar‘ ab und verweist auf die sich an der Blütenröhre befindenden Haare.

## Beschreibung
Acanthocalycium rhodotrichum wächst meist gruppenbildend mit aufrechten oder aufsteigenden, zylindrischen, trüb grünen Trieben, die bei einem Durchmesser von bis zu 12 Zentimeter Wuchshöhen von 30 bis 80 Zentimeter erreichen. Es sind acht bis 18 niedrige Rippen vorhanden, die etwas wellig sind. Die darauf befindlichen Areolen stehen 1,5 bis 2,5 Zentimeter voneinander entfernt. Aus ihnen entspringen gelbliche Dornen mit einer braunen Spitze. Der einzelne Mitteldornen, der auch fehlen kann, ist wenig aufwärts gebogen und bis zu 2 Zentimeter lang. Die ausgebreiteten und wenig gebogenen vier bis acht Randdornen werden bis zu 2 Zentimeter lang.
Die trichterförmigen weißen Blüten öffnen sich in der Nacht. Sie werden bis zu 15 Zentimeter lang.

## Verbreitung, Systematik und Gefährdung
Acanthocalycium rhodotrichum ist im brasilianischen Bundesstaat Mato Grosso do Sul, in Paraguay und im Nordosten Argentiniens in Höhenlagen bis 500 Metern verbreitet.
Die Erstbeschreibung als Echinopsis rhodotricha durch Karl Moritz Schumann wurde im Jahr 1900 veröffentlicht. Boris O. Schlumpberger stellte die Art 2012 in die Gattung Acanthocalycium.
Unterarten

Es werden zwei Unterarten unterschieden:
- Acanthocalycium rhodotrichum subsp. rhodotricha
- Acanthocalycium rhodotrichum subsp. chacoana (Schütz) Schlumpb.

Acanthocalycium rhodotrichum subsp. rhodotricha

Die Unterart ist in Paraguay sowie den argentinischen Provinzen Chaco, Formosa, Corrientes, Entre Ríos, Santiago del Estero und Santa Fe in tiefe Lagen in der Chaco-Vegetation verbreitet.
Acanthocalycium rhodotrichum subsp. chacoana

Acanthocalycium rhodotrichum subsp. chacoana hat zwölf bis 18 Rippen, sowie sieben bis acht Randdornen und ist in Paraguay in der Chaco-Vegetation verbreitet. Die Erstbeschreibung als Echinopsis chacoana durch Bohumil Schütz wurde 1949 veröffentlicht. Boris O. Schlumpberger stellten die Art 2021 als Unterart zu Acanthocalycium rhodotrichum.
In der Roten Liste gefährdeter Arten der IUCN wird die Art als „Least Concern (LC)“, d. h. als nicht gefährdet geführt.

## Nachweise